# Hármas-hegyi-gejzírüreg
A Hármas-hegyi-gejzírüreg rombarlang, amely a Tihanyi-félszigeten, a Balaton-felvidéki Nemzeti Park területén található.

## Leírás
Az Aranyház és a Belső-tó közötti forráskúp D–DNy-i aljában található. Ugyanúgy közelíthető meg mint a Betömött-barlang. Bejárata kb. 164 m tengerszint feletti magasságban helyezkedik el.
A Halász Árpád által leírt forráskürtő K-i, D-i és Ny-i peremét bedöntötték a kürtőnyílásba, az így lealacsonyodott perem és feltöltött kürtő szintkülönbsége alig 0,5 m lett. Csupán az É-i, a forráskúphoz simuló kürtőperem maradt meg, ez jelenleg 2 m magasságot mutat a törmelékfeltöltődés felszínétől. E megmaradt kürtőperemben csak egyetlen oldalnyílás látszik. Ez kb. 20 cm átmérőjű lyuk, mely 30°-osan lejt, 2 m hosszú és felénél kiöblösödik, majd kettéágazik. A megmaradt É-i kürtőfalon még látszanak a hidrotermális oldás nyomai, valamint borsókövek. A tájvédelmi körzetté való nyilvánítás után összedöntött barlangnak kevés a jelentősége, de még feltárható, ha 2 m-rel alacsonyabb lesz is a pereme.
1987-ben volt először Hármas-hegyi-gejzírüregnek nevezve a rombarlang az irodalmában. Előfordul az üreg az irodalmában 2/2-barlang (Eszterhás 1984), Hármas-hegy gejzirkupjának forráskürtője (Eszterhás 1984), Hármas-hegy gejzirkúpjának forráskürtője (Bertalan 1976), Hármas-hegy gejzírkúpjának forráskürtője (Kordos 1984), Hármas-hegyi-forráskürtő (Eszterhás 1987), Hármas-hegyi-gejzirüreg (Eszterhás 1983), Hármas-kup gejzirürege (Eszterhás 1984), Hármas-kúp gejzirürege (Eszterhás 1987), Tihanyi Hármaskúp gejzirürege (Bertalan 1976) és tihanyi „Hármaskúp” gejzírürege (Kordos 1984) neveken is.

## Kutatástörténet
Halász Árpád írta le az üreget 1959-ben, majd ezt az információt használta fel Bertalan Károly 1972-ben. Halász Árpád leírása szerint az üreg egy felül nyitott, 7 m mély, 10 m felső átmérőjű, lefelé szűkülő forráskürtő. A felső, DK-i 1,5 m-es része meszes gejziritbreccsa, vele szemközt limonitos hidrokvarcit, majd lefelé mindenütt tömeges gejzirit, meszes hidrokvarcit. Falában 40–50 cm átmérőjű 1-2 m mélységű oldalágak vannak, amelyeket parazita forráskürtőnek gondolt. Alját kőtörmelék alkotta.
Az 1976-ban befejezett, Magyarország barlangleltára című kéziratban az van írva, hogy Tihanyban, az Aranyháztól É-ra 200 m-re, a középső kúp DNy-i oldalában van bejárata. 7 m mély és 10 m az átmérője a gejzírkürtőnek, amelynek falait borsókő fedi. A kézirat rombarlangra vonatkozó része 1 irodalmi mű alapján lett írva. 1983-ban Eszterhás István azonosította a 20 év alatt nagyon megváltozott üreget. Az 1984-ben megjelent, Magyarország barlangjai című könyv országos barlanglistájában szerepel a rombarlang tihanyi „Hármaskúp” gejzírürege néven Hármas-hegy gejzírkúpjának forráskürtője névváltozattal. A listához kapcsolódóan látható a Déli-Bakony, a Balaton-felvidék és a Keszthelyi-hegység barlangjainak földrajzi elhelyezkedését bemutató 1:500 000-es méretarányú térképen a rombarlang földrajzi elhelyezkedése.
Az 1984-ben kiadott, Lista a Bakony barlangjairól című összeállításban Hármas-hegyi-gejzirüreg a 4463-as barlangkataszteri területen, a Tihanyi-félszigeten, Tihanyban lévő üreg neve, amelynek további nevei Hármas-kup gejzirürege, Hármas-hegy gejzirkupjának forráskürtője és 2/2-barlang. A posztvulkánikus üreg le van fejtve, csak torzó.
Az Eszterhás István által 1989-ben írt, Magyarország nemkarsztos barlangjainak listája című kéziratban az olvasható, hogy a Bakony hegységben, a 4463-as barlangkataszteri területen, Tihanyban létezett Hármas-hegyi-gejzirüreg gejziritben alakult ki. A barlang 6 m hosszú és 7 m mély volt, de le lett robbantva. A listában meg van említve az a Magyarországon, nem karsztkőzetben kialakult, létrehozott 220 objektum (203 barlang és 17 mesterséges üreg), amelyek 1989. év végéig váltak ismertté. Magyarországon 40 barlang keletkezett gejziritben. Az összeállítás szerint Kordos László 1984-ben kiadott barlanglistájában fel van sorolva 119 olyan barlang is, amelyek nem karsztkőzetben jöttek létre.
Az Eszterhás István által 1993-ban írt, Magyarország nemkarsztos barlangjainak lajstroma című kéziratban az olvasható, hogy a Bakony hegységben, a 4463-as barlangkataszteri területen, Tihanyban helyezkedett el a Hármas-hegyi-gejzírüreg. A gejziritben keletkezett barlang ismeretlen méretű és le van robbantva. Az összeállításban fel van sorolva az a Magyarországon, nem karsztkőzetben kialakult, létrehozott 520 objektum (478 barlang és 42 mesterséges üreg), amelyek 1993 végéig ismertté váltak. Magyarországon 40 barlang, illetve mesterségesen létrehozott, barlangnak nevezett üreg alakult ki, lett kialakítva gejziritben. A Bakony hegységben 123 barlang jött létre nem karsztkőzetben. A 2001. november 12-én készült, Magyarország nemkarsztos barlangjainak irodalomjegyzéke című kézirat barlangnévmutatójában szerepel a Hármas-hegyi-gejzírüreg. A barlangnévmutatóban fel van sorolva 14 irodalmi mű, amelyek foglalkoznak a rombarlanggal.

## További irodalom
- Bertalan Károly: Barlangok. In: Deák Margit szerk.: Magyarázó Magyarország 200.000-es földtani térképsorozatához. – Veszprém L. 33–XII. A Magyar Állami Földtani Intézet kiadványa. Budapest, 1972. 21–22. old.
- Buckó Emmi: A Tihanyi-félsziget geomorfológiája. In: Bialik István szerk.: Magyarázó a Balaton környéke 1:10.000 építésföldtani térképsorozatához – Tihany. A Magyar Állami Földtani Intézet kiadványa. Budapest, 1970. 47–55., 91. old.
- Eszterhás István: A Bakony barlanglajstroma. Kézirat, 1983. (A kézirat megtalálható a Bakonyi Természettudományi Múzeumban, Zirc.)
- Eszterhás István: A Tihanyi-félsziget barlangkatasztere. Kézirat, 1984. (A kézirat megtalálható a Magyar Karszt- és Barlangkutató Társulat Adattárában és a KvVM Barlang- és Földtani Osztályon.) (Néhány oldallal és fényképpel bővebb, mint az 1987-es nyomtatott változat. A kéziratot csak barlangonként szétdarabolva láttam.)
- Eszterhás István: A Bakony nemkarsztos barlangjainak genotipusai és kataszteri jegyzéke. Kézirat. Budapest, 1986. Szerződéses munka az Országos Környezet- és Természetvédelmi Hivatalnak.
- Halász Árpád: A tihanyi gejziritek barlangüregei. Kézirat. Balatonfüred, 1959. (A kézirat megtalálható Zákonyi Ferenc magánkönyvtárában.)
- Halász Árpád: Jelentés a Tihanyi-félsziget barlangjainak tanulmányozásáról. Kézirat, 1967. (A kézirat megtalálható a Magyar Karszt- és Barlangkutató Társulat Adattárában.)
- Láng–Fodorné: A Tihanyi-félsziget földtani felépítése. In: Bialik István szerk.: Magyarázó a Balaton környéke 1:10.000 építésföldtani térképsorozatához – Tihany. A Magyar Állami Földtani Intézet kiadványa. Budapest, 1970. 15–36., 48–50., 91. old.
- Zákonyi Ferenc – Illés István – Horváth Ferenc: A balatoni üdülőkörzet természeti értékei. Veszprém, évszám nélkül. 37–39. old.